# چارلز مارتین هال
چارلز مارتین هال (به انگلیسی: Charles Martin Hall) مهندس و شیمیدان آمریکایی و ابداع‌کننده روش استخراج آلومینیم که با نام فرایند هال شناخته می‌شود. او در ۲۳ سالگی این فرایند را ابداع کرد. پیش از ابداع این روش آلومینیم به علت کمیاب بودن از طلا و نقره گران‌تر بود. وی بنیانگذار شرکت آلکوا بود.

## زندگی‌نامه

### سال‌های اولیه
هال از پدر و مادری به نام‌های هرمن باست هال و سوفرونیا هال در ۶ دسامبر ۱۸۶۳ در تامپسون واقع در ایالت اوهایو متولد شد. پدر او در سال ۱۸۴۷ از دانشگاه اوبرلین فارغ‌التحصیل شد و به مدت سه سال در مدرسه علوم دینی اوبرلین، جایی که او با همسر آینده خود آشنا شد به تحصیل پرداخت. آن‌ها در سال ۱۸۴۹ ازدواج کردند و ده سال آینده خود را در جامائیکا به عنوان مبلغ دینی گذراندند، جایی که آن‌ها در آن پنج فرزند اول خود را به دنیا آوردند. آن‌ها در سال ۱۸۶۰ به اوهایو بازگشتند، زمانی که وقوع جنگ داخلی موجب توقف مأموریت‌های خارجی آن‌ها شد. او یک برادر و سه خواهر داشت، که یکی از آن‌ها در نوزادی درگذشت. یکی از خواهران او شیمیدانی به نام جولیا برنرد هال (۱۸۵۹–۱۹۲۵) بود که او را در تحقیقاتش کمک می‌کرد.
هال تحصیلات خود را در خانه آغاز کرد و خواندن را در سنین کودکی توسط مادرش آموخت. در سن شش سالگی، او کتاب‌های شیمی کالج پدرش را می‌خواند. در ۸ سالگی، او وارد مدرسه دولتی شد، و به سرعت پیشرفت کرد.
خانواده او در سال ۱۸۷۳ به اوبرلین در اوهایو نقل مکان کرد. او سه سال در دبیرستان اوبرلین، و یک سال در دانشکده اوبرلین برای آماده‌سازی برای ورود به دانشگاه به سر برد. در این زمان او استعدادش را در شیمی و اختراع نشان داد، آزمایش‌هایی در آشپزخانه و انبار الوار خانه‌شان انجام داد. در سال ۱۸۸۰ در ۱۶ سالگی، وارد دانشگاه اوبرلین شد.
هال در آزمایش‌های علمی خود توسط ایده‌ها و مواد از طرف فرانک فانینگ جوت (۱۸۴۴–۱۹۲۶) تشویق شد. جوت مدرک کارشناسی خود و برخی از آموزش فارغ‌التحصیلی را از دانشگاه ییل دریافت کرده بود. از سال ۱۸۸۳ تا سال ۱۸۸۵، او تحقیقات در زمینه شیمی را در دانشگاه گوتینگن در گوتینگن در لاور ساکسونی، آلمان انجام داد. او در آنجا با فریدریش وهلر ملاقات کرد و نمونه‌ای از فلز آلومینیوم را به دست آورد. پس از بازگشت به ایالات متحده، او به مدت یک سال به عنوان دستیار والکات گیبس در دانشگاه هاروارد به سر برد، و سپس بیش از چهار سال به عنوان استاد شیمی در دانشگاه امپریال توکیو در ژاپن مشغول به کار بود. در سال ۱۸۹۰، او استاد شیمی و کانی‌شناسی در دانشگاه اوبرلین شد. خانه جوت در اوبرلین به عنوان مرکز یادبود اوبرلین قرار گرفت. این مرکز نمایشگاه کالایی به نام آلومینیوم به عنوان همبستگی اوبرلین است، که شامل ایجاد مجدد آزمایش‌های انبار هیزم هال در سال ۱۸۸۶ است. خانه هال نیز در اوبرلین حفظ شده‌است، هر چند انبار هیزم مدت‌ها پیش تخریب شد. در دوره دوم زندگی خود، هال با علاقه زاید الوصفی، در سخنرانی‌های جوت در مورد آلومینیوم حضور داشت، در این زمان بود که جوت نمونه از آلومینیوم را که از وهلر گرفته بود نمایش داد، و گفت، " اگر کسی بتواند یک روش برای تولید آلومینیوم در مقیاس تجاری ارائه دهد، نه تنها او یک نیکوکار جهانی است، همچنین قادر خواهد بود آینده درخشانی برای خود ایجاد کند. "

### کشف
هال آزمایش‌های اولیه خود را برای پیدا کردن این روش در سال ۱۸۸۱ انجام داد، اما تلاش او برای تولید آلومینیوم از گداختن خاک آلومینیوم با کربن در تماس با زغال و کلرات پتاسیم ناموفق بود. در کنار این تلاش او برای بهبود روش الکترولیتی که قبلاً به عنوان روش ارزان تری برای تولید کلرید آلومینیوم انجام می‌شد نیز ناموفق بود. در سال‌های پایانی، او اقدام به برق کافت فلوراید آلومینیوم کرد، اما قادر به تولید آلومینیوم در کاتد نشد.
در سال ۱۸۸۴، پس از راه‌اندازی کوره درون‌سوز زغال سنگی در کارگاه ریختگری پشت خانه خود، او دوباره سعی برای پیدا کردن یک کاتالیزور کرد که اجازه می‌دهد آلومینیوم با کربن در دمای بالا احیا شود: "من با مخلوط کردن آلومینا و کربن با نمکهای باریم و یخسنگ و کربنات سدیم، امیدوار به دست آوردن یک واکنش با واکنش دو برابر که نتیجه نهایی آن تولید آلومینیوم خواهد بود بودم. من به یاد دارم به دست آوردن سدیم فلزی و تلاش برای تولید یخ سنگ، نتایج بسیار ضعیفی داشت. من مقداری آلومینیوم سولفید تولید کردم اما آن را بسیار نومید کننده به عنوان یک منبع از جنس آلومینیوم تا آن زمان دیدم. "
او مجبور بود بیشتر دستگاه‌هایش را خود بسازد و مواد شیمیایی را خود آماده کند، او در این کار توسط خواهر بزرگترش جولیا برنرد هال دستیاری می‌شد. اختراع بنیادین او شامل عبور جریان الکتریکی از درون محلول الکترولیتی آلومینیوم حل شده در یخسنگ بود، که موجب تشکیل رسوب از جنس آلومینیوم می‌شد. در تاریخ ۹ ژوئیه ۱۸۸۶، هال اولین اختراع خود را به ثبت رساند. این فرایند همچنین در همان زمان توسط فرانسوی پل هرولت کشف شد، و این فرایند به عنوان روش هال - هرولت شناخته شد.
پس از عدم موفقیت در پیدا کردن پشتوانه مالی در میهنش، هال به پیتسبورگ رفت و در آنجا موفق شد با فلزکار مشهور آلفرد ایی. هانت آشنا شود. آن‌ها شرکت تولید پیتسبورگ را که اولین شرکتی بود که در مقیاس بزرگ نیروگاه‌های تولید آلومینیوم را باز کرد تأسیس کردند. این شرکت تولید آلومینیوم سپس به یک شرکت آلمینیوم آمریکایی و سپس به شرکت آلکوا تبدیل شد. هال از سهامداران عمده بود، و سپس در نتیجه آن ثروتمند شد.
فرایند هال - هرولت در نهایت در کاهش ۲۰۰ برابری قیمت آلومینیوم شد و آن را برای بسیاری از کاربردهای عملی مقرون به صرفه کرد. در سال ۱۹۰۰، تولید سالانه به حدود ۸ هزار تن رسید. امروزه، آلومینیوم بیش از دیگر فلزات غیر آهنی آلیاژی تولید می‌شود.
هجی آمریکایی آلومینیوم (که با هجی بریتانیایی آن متفاوت است) توسط هال ایجاد شد. با توجه به گفته دانشگاه اوبرلین، او آن را در یک اعلانیه که فرایند پالایش آلومینیوم خود را به اطلاع عموم می‌رساند به اشتباه هجی کرد. این فرایند انقلابی بود که شهرت زیادی برای این فلز ارمغان آورد، که آمریکایی‌ها آلومینیوم را با یک "i" بیشتر می نویسیند. در انگلستان و کشورهای دیگر انگلیسی زبان از املای انگلیسی استفاده می‌شود اما املای آن در تقریباً تمام زبان‌های دیگر مشابه املای آمریکایی است.
هال تحقیق را در بقیه عمر خود ادامه داد و ۲۲ اختراع دیگر که بیشتر در تولید آلومینیوم است در ایالات متحده ثبت کرد. او در دانشگاه اوبرلین جزو هیئت امنا بود. تا زمان مرگش در سال ۱۹۱۴ در دیتونا ایالت فلوریدا معاون رئیس‌جمهور در امور تولید آلومینیوم یا آلکوا بود. او مجرد و بدون فرزند درگذشت و در گورستان وست وود در اوبرلین به خاک سپرده شد. هال اکثر ثروت خود را به موسسات خیریه بخشید. ایجاد مؤسسه هاروارد - ینچینگ، که پایه و اساس پیشبرد آموزش عالی در آسیا در زمینه علوم انسانی و اجتماعی از کمک هی اوست.

## شهرت
هال در نهایت یکی از حامیان برجسته‌ترین دانشگاه اوبرلین شد. دانشجویان دوستدار او مجسمه آلمینیومی هال را به سبب وزن کم آن ساختند. به دلیل وزن سبک آن، مجسمه هال برای تغییرات مکرر محل آن اغلب به دلیل شوخی‌های دانشجویی شناخته شده‌است. امروزه مجسمه هال به یک تخته سنگ بزرگ گرانیتی تثبیت شده‌است تا به‌طور دائم در طبقه دوم مرکز علوم جدید اوبرلین، که در آن دانشجویان برای تزئین مجسمه هال با مظاهر مناسب در روزهای تعطیل و مناسبت‌های دیگر تزئین می‌کنند قرار بگیرد.
هال در سال ۱۹۱۱ موفق به کسب مدال پرکین، بهترین جایزه در علوم مواد شیمیایی صنعتی آمریکا شد.